# Naturschutzgebiet Tippelsberg-Berger Mühle

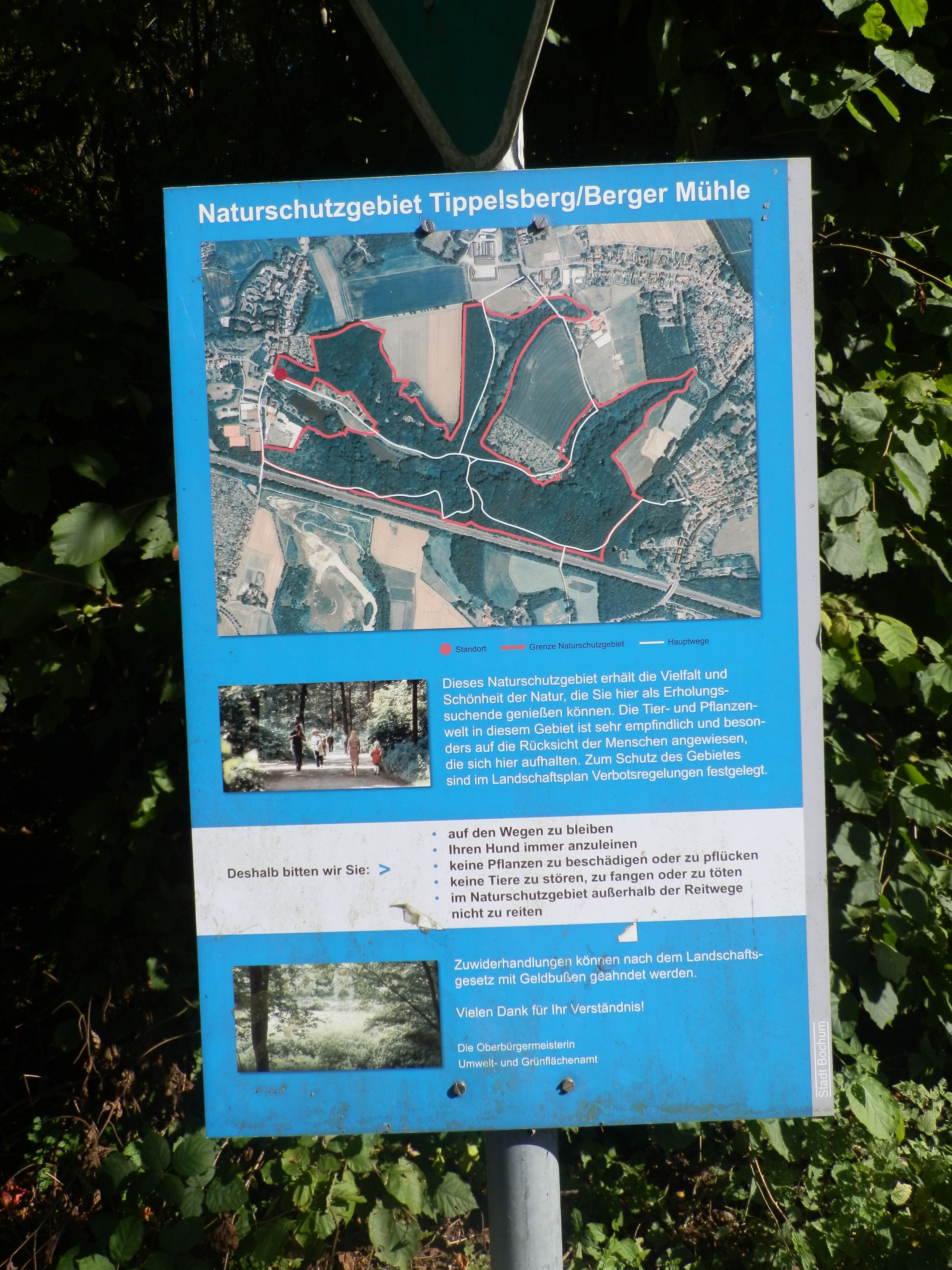
Hinweisschild mit Karte am Eingang des Naturschutzgebiets

Das Naturschutzgebiet Tippelsberg-Berger Mühle liegt im Norden der nordrhein-westfälischen Stadt Bochum, auf dem Gebiet der Stadtteile / Gemarkungen Bergen und Riemke. Tippelsberg-Berger Mühle grenzt im Süden an die A 43 und ist mit 53,56 Hektar das größte Naturschutzgebiet der Stadt. Das Naturschutzgebiet wurde 1989 ausgewiesen und 1998 in den Landschaftsplan übernommen.

## Beschreibung

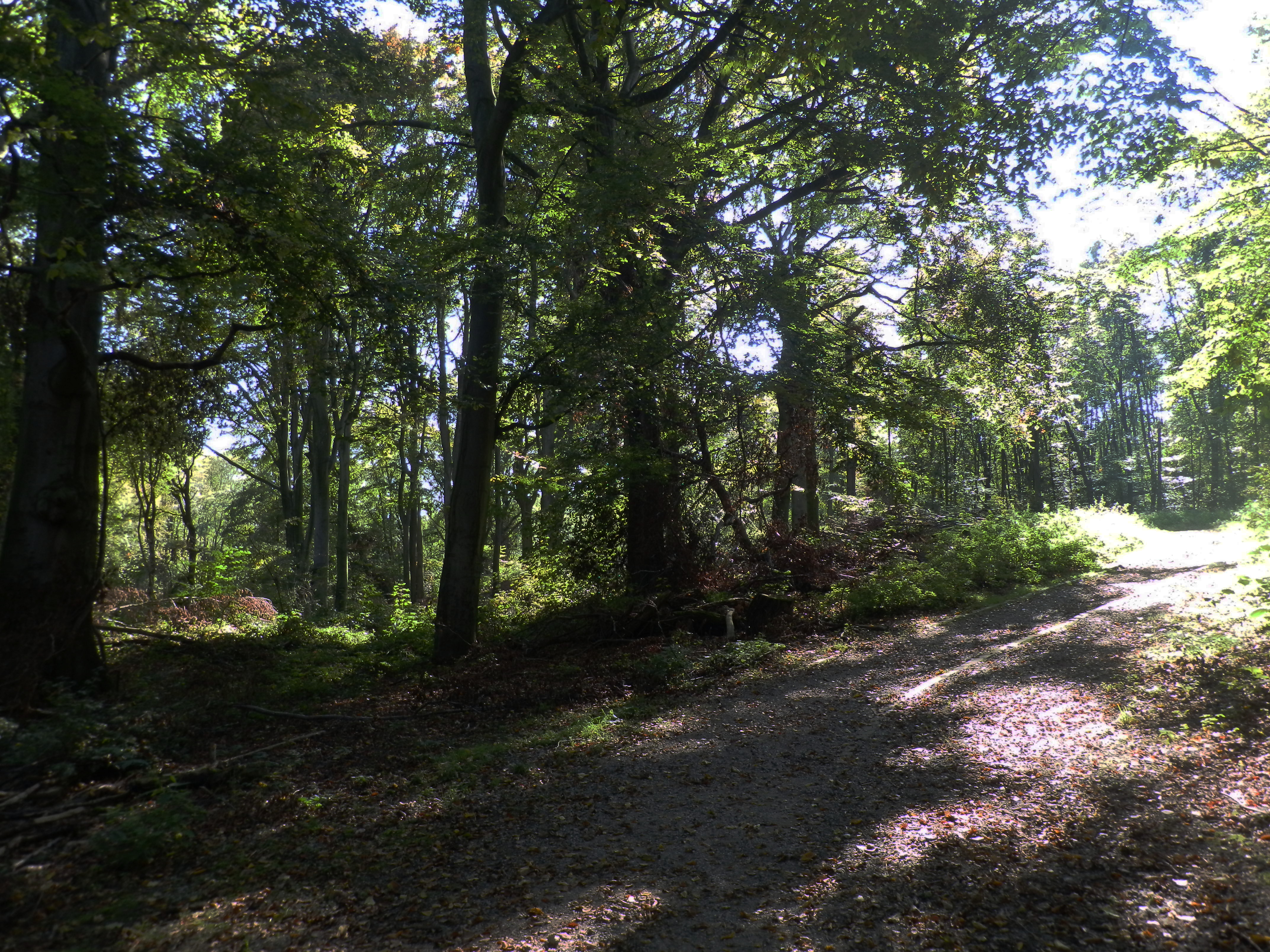
Ein Weg im Naturschutzgebiet im Oktober 2014

Im Naturschutzgebiet Tippelsberg-Berger Mühle befinden sich die Quellen des Dorneburger Mühlenbachs, es wird sowohl von Buchen und Eichen, wie auch von Erlen- und Eschen-Wäldern geprägt. Im Naturschutzgebiet befinden sich diverse, jahrzehntealte Stauteiche. Während der Laichzeit installiert die Stadt hier sogenannte Krötenzäune.
Das Naturschutzgebiet weist eine große Vielfalt an Pflanzen- und Tierarten auf, darunter auch mehrere, im Ruhrgebiet selten gewordene Arten. Darunter befinden sich elf Arten, welche auf der Roten Liste des Landes stehen. Dies sind Feldschwirl, Gartenrotschwanz, Geburtshelferkröte, Grasfrosch, Grünspecht, Kuckuck, Mäusebussard, Nachtigall, Pirol, Teichhuhn und Teichrohrsänger. In Tippelsberg-Berger Mühle gibt es reichhaltige Vorkommen des Riesen-Schachtelhalms, es sind klar die größten Bestände innerhalb der Stadt.
Das Gebiet verzeichnet eine „hohe Nutzung durch Reiter, Spaziergänger und andere Erholungssuchende“, da es als großes Grüngebiet inmitten des verstädterten Ruhrgebiets liegt.

## Schutzziele
Das Schutzziel in Tippelsberg-Berger Mühle ist der Erhalt von Flora und Fauna, darunter „naturnahen Bächen mit Quellsümpfen“ und Mischwäldern auf den Talhängen als Trittsteinbiotop.  Gefährdet ist das Gebiet dabei durch Eutrophierung sowie Freizeitaktivitäten, welche mit Trittschäden einhergehen. Das Landesamt gibt als Schutzmaßnahmen die Erhaltung der Gewässer und Landschaftsstrukturen sowie der Laubholzbestockung an.

## Bezeichnung als Zillertal
Im vorderen Bereich des Tales, der teilweise nicht zum heutige Naturschutzgebiet Tippelsberg-Berger Mühle gehört, gab es um 1900 das Ausflugslokal Zillertal. Dort gab es auch einen Teich für Ruderboote und Forellen. Der Begriff Zillertal ging auf das ganze Tal über und war auch Namensgeber der Zillertalstraße.